# Antheraea jana
Antheraea jana är en fjärilsart som beskrevs av Pieter Cramer 1782. Antheraea jana ingår i släktet Antheraea och familjen påfågelsspinnare. Inga underarter finns listade i Catalogue of Life.

## Bildgalleri

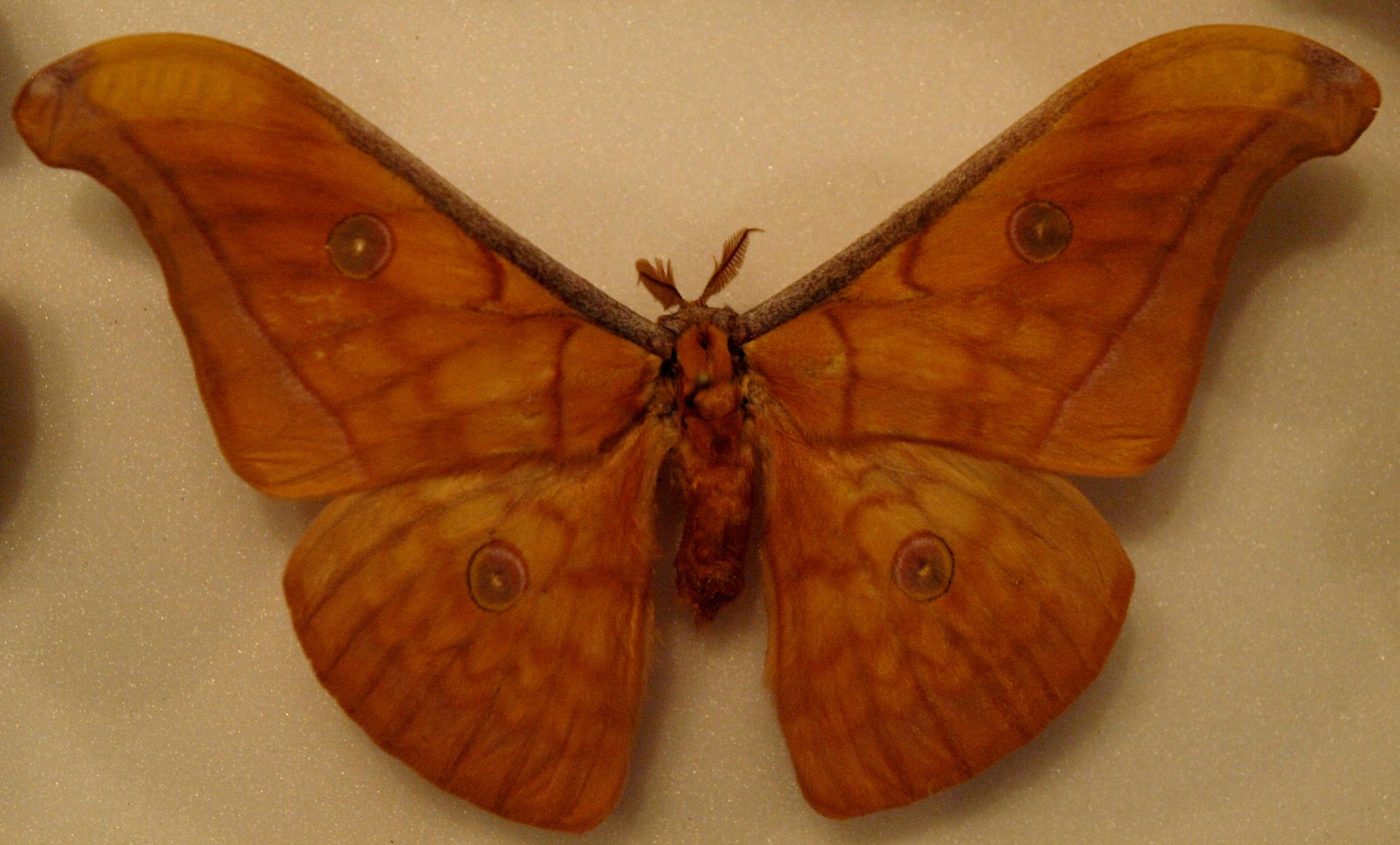
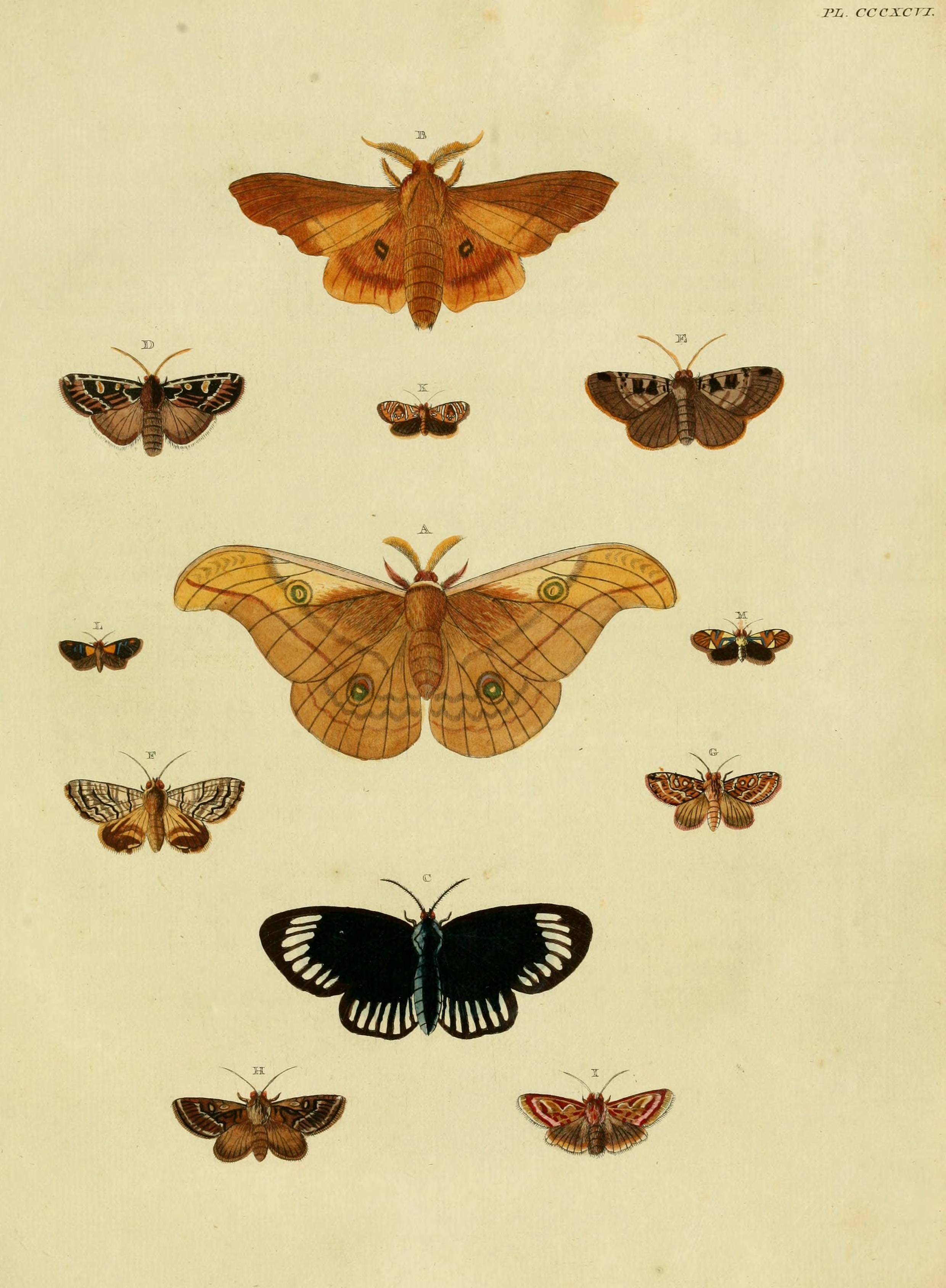